# Janne Leskinen
Janne Leskinen (* 24. Juli 1971 in Kuopio) ist ein ehemaliger finnischer Skirennläufer. Er startete für den Skiverein seiner Geburtsstadt, den Puijon Hiihtoseura.

## Karriere
Seine größten Erfolge feierte er beim Super-G und dem Riesenslalom; in beiden Disziplinen gewann er mehrmals die finnische Meisterschaft. Leskinen war einer der ersten finnischen Skirennläufer, der auch bei internationalen Wettkämpfen Spitzenplatzierungen erreichte. Schon 1988 wurde er Juniorenvizeweltmeister im Riesenslalom, 1990 gewann er Bronze in der Alpinen Kombination. Ab dem Winter 1991/92 nahm er regelmäßig an Wettkämpfen des Skiweltcups teil, konnte aber nur selten vordere Plätze belegen. Nur dreimal erreichte er die besten Zehn, sein bestes Resultat war 1996 ein vierter Platz beim Super-G in Garmisch-Partenkirchen.
Der Höhepunkt seiner Karriere waren die Alpinen Skiweltmeisterschaften 1996 in der Sierra Nevada. Im Super-G wurde er Vierter, in der Alpinen Kombination Fünfzehnter.
1998 wurde Leskinen am Yllästunturi noch einmal finnischer Meister im Super-G; nach dem Winter beendete er seine Karriere. Heute ist er im Trainerstab der finnischen Alpinen tätig.

## Erfolge

### Olympische Winterspiele
- Lillehammer 1994: 13. Super-G, 22. Alpine Kombination, 30. Abfahrt, DNS2 Riesenslalom

### Weltmeisterschaften
- Morioka 1993: 24. Riesenslalom
- Sierra Nevada 1996: 4. Super-G, 15. Alpine Kombination, 29. Abfahrt
- Sestriere 1997: 14. Alpine Kombination, 27. Abfahrt, 32. Super-G

### Weltcup
- 3 Platzierungen unter den besten 10

### Juniorenweltmeisterschaften
- Madonna di Campiglio 1988: 2. Riesenslalom
- Aleyska 1989: 8. Riesenslalom, 16. Super-G, 18. Slalom
- Zinal 1990: 3. Kombination, 4. Riesenslalom, 5. Slalom, 16. Abfahrt

### Europacup
- 4 Podestplätze, davon 3 Siege

| Datum             | Ort        | Land       | Disziplin |
| ----------------- | ---------- | ---------- | --------- |
| 1. September 1994 | St. Moritz | Schweiz    | Super-G   |
| 1. Februar 1995   | Innsbruck  | Österreich | Super-G   |
| 13. Februar 1995  | Radstadt   | Österreich | Super-G   |

### Australian New Zealand Cup
- Eine Platzierung unter den besten 5

### Nor-Am Cup
- Eine Platzierung unter den besten 10

### South American Cup
- Eine Platzierung unter den besten 5